# Memecylon rheophyticum
Espèce
Memecylon rheophyticum R.D.Stone, Ghogue & Cheek est une espèce de plantes à fleurs de la famille des Melastomataceae. Elle est endémique du Cameroun. 